# Tropisch jaar
Een tropisch jaar (van Oudgrieks: τρέπειν. trepein, wenden of keren) is de gemiddelde tijd tussen twee passages van de Zon door het lentepunt. Tijdens een omloop van de Aarde rond de Zon zal de laatste vanaf Aarde gezien langs een vaste lijn (de ecliptica) tussen de sterren door bewegen en na elke omloop dit punt tussen de sterren opnieuw passeren. Vanwege de tollende beweging van de aardas, die precessie genoemd wordt, beweegt het lentepunt zelf echter ook langzaam langs de ecliptica. De tijd die de Zon nodig heeft om opnieuw het lentepunt te bereiken (een tropisch jaar) is daarom iets korter dan een siderisch jaar (de tijd waarop de Zon weer op precies dezelfde plek ten opzichte van de sterren staat).
Er bestaan twee definities voor het begrip tropisch jaar: een historische en een hedendaagse. Het bestaan van twee definities leidt wel tot verwarring, omdat auteurs soms nalaten te vermelden om welke definitie het gaat. Soms wordt in eenzelfde artikel de term "tropisch jaar" zelfs nu eens in de ene, dan weer in een andere betekenis gebruikt.

## Historische definitie
In de oude of historische definitie is een tropisch jaar de gemiddelde tijdsduur tussen twee opeenvolgende doorgangen van de Zon door het lentepunt.
- met "Zon" wordt bedoeld de ware, echte, natuurlijke Zon.
- met "gemiddelde tijdsduur" wordt bedoeld dat er geen rekening wordt gehouden met de nutatie noch met de (kleine) periodieke storingen door de Maan en de planeten.

### Precessie
Door de precessie (het tollen van de aardas) schuift het lentepunt langzaam op in een richting tegengesteld aan de richting van de Zon in haar jaarlijkse loop om de Aarde (geocentrisch standpunt) of tegengesteld aan de richting van de Aarde in haar omloop rond de Zon (heliocentrisch gezien). Per jaar schuift het lentepunt ongeveer 50 boogseconden "achterwaarts" op.
De berekening van de verschuiving van het lentepunt langs de ecliptica is complex want het eclipticavlak zelf is niet vast ten opzichte van de sterren. De "officiële" waarde van de precessie is die van de Internationale Astronomische Unie (IAU), zoals aangenomen in 1976, namelijk 50,290966 boogseconden per Juliaans jaar (van elk 365,25 efemeridedagen van elk 24 × 60 × 60 SI-seconden) voor de epoche 2000.0. Voor een tropisch jaar (Juliaans jaar) wordt het symbool 'a' gebruikt (van het vulgair Latijnse annata, waar het Franse année van is afgeleid).
Als de Zon opnieuw in het Lentepunt staat zal ze net geen 360° ten opzichte van de sterren zijn gedraaid, er ontbreekt een klein boogstukje van zowat 50 boogseconden.
In een steeds terugkerende cyclus van meer dan 20.000 jaar "doorloopt" het lentepunt de volledige ecliptica en is dus achtereenvolgens te "zien" in alle sterrenbeelden van de zodiac of dierenriem. (In feite is het lentepunt geen punt maar wel een richting). De duur van een volledige omloop van het lentepunt op de ecliptica wordt soms een platonisch jaar genoemd – strikt genomen echter is een platonisch jaar de duur van een volledige schommeling van de aardas. In ons tijdperk staat de richting van het lentepunt in Vissen, een paar duizend jaar geleden was dat nog Ram en binnen afzienbare tijd wordt dat Waterman ("The age of Aquarius is coming"). Het ontbrekende stukje van 50 boogseconden kan zich dus in de loop der millennia op verschillende plekken langs de ecliptica bevinden.

### Duur
Uit de ellipticiteit van de aardbaan en de tweede wet van Kepler volgt dat de Aarde in haar jaarlijkse loop om de Zon een steeds wisselende snelheid heeft. Als ze zich dicht bij het perihelium bevindt (begin januari) gaat ze bijvoorbeeld sneller dan wanneer ze zich rond het aphelium bevindt (eind juni).
De duur van een tropisch jaar (oude definitie) zal dus met een variabele hoeveelheid van de (vaste) duur van een siderisch jaar verschillen al naargelang de plaats van het lentepunt. Staat het lentepunt dicht bij het perihelium dan zal een tropisch jaar langer duren dan een tropisch jaar in een tijdperk waar het lentepunt zich rond het aphelium bevindt. Een bijkomende reden voor de variabiliteit van de duur van het tropisch jaar (oude stijl) zijn de seculaire veranderingen van de excentriciteit van de aardbaan.
In ons tijdperk, AD 2000, duurt een tropisch jaar (oude definitie) 365,242347 dagen of 365 dagen 5 uur 49 minuten 1,114 seconde. (Het gaat hier wel degelijk over dagen van 24 × 60 × 60 SI-seconden.) Ter vergelijking: 2000 jaar geleden duurde het tropisch jaar ongeveer 20 seconden korter (het Lentepunt stond toen iets verder af van het perihelium).

## Hedendaagse definitie
De hedendaagse definitie van "tropisch jaar" luidt: een tropisch jaar is het tijdsinterval nodig om de middelbare zonnelengte met 360° te laten toenemen ten opzichte van de bewegende middelbare equinox van de dag. In begrijpelijker termen: het is het tijdsinterval tussen twee opeenvolgende doorgangen van de middelbare Zon door het lentepunt. Bij de oude definitie ging het om de ware Zon, hier gaat het om de "middelbare" Zon.
Deze middelbare Zon is een fictieve zon die met een constante snelheid langs de hemelevenaar cirkelt. Vermits het hier gaat om een constante snelheid langs een cirkelvormige baan, maakt het niet uit waar het startpunt (het lentepunt) gelegen is: een tropisch jaar, moderne definitie, duurt altijd even lang, voor zover de "precessional rate", of de snelheid waarmee het lentepunt zich verplaatst, in de loop der eeuwen dezelfde blijft. Deze "rate" schijnt echter traag toe te nemen en bijgevolg schijnt de duur van het tropisch jaar traag af te nemen. Tegenwoordig is dat zowat 0,5 seconde per eeuw.
Er bestaat een betrekking tussen de middelbare zonnelengte (L) en de tijd (T) verlopen sinds J2000.0 en uitgedrukt in juliaanse eeuwen van elk 36525 dagen:
L = 280,46646° + 36000,76983° × T + 0,0003032 × T × T
Waaruit wordt afgeleid: dL/dT = 36000,76983° + 2 × 0,0003032 x T
Voor T = 0 of voor 1,5 Jan 2000 Terrestrische tijd (TT) is de toename van L per dag dan gelijk aan 36000,76983°/36525 = 0,985647360164°. Dus zijn er 360/0,985647360164° of 365,2421896 dagen in het tropisch jaar AD 2000, wat overeenkomt met 365 dagen 5 uur 48 minuten en 45,18 seconden.